# Јањица џамија у Бијељини
Мехмед Салих Веџихи-пашина џамија, позната и као Јањица џамија је џамија у Бијељини.

## Историјат
Џамију, у бијењиској насељу Јањица, изградио је Мехмед Салих Веџихи-паша 1839-1840. године по којем је џамија добила име. Џамија је била велика са највећим вакуфом уз велики посјед обрадивог земљишта, више трговина као и 35 дунума земље у центру Бијељине укључујући и гробље око џамије. Џамија је измјештена у насеље Пашине башче и састојала се од скромне зграде. Срушена је марта 1993. године.

## Статус
Ово је четврта обновљена џамија у Бијељини.